# Thomas Gerken Schofield
Thomas Gerken Schofield (ur. 15 lutego 1998 w Chelmsford) – brytyjski narciarz dowolny, dwukrotny medalista mistrzostw świata juniorów.
Po raz pierwszy na arenie międzynarodowej pojawił się 31 stycznia 2014 roku w Prato, gdzie w zawodach Pucharu Europy zajął 27. miejsce w jeździe po muldach. W kwietniu 2017 roku wystąpił na mistrzostwach świata juniorów w Chiesa in Valmalenco, zdobywając srebrne medale w jeździe po muldach i muldach podwójnych. W Pucharze Świata zadebiutował 9 grudnia 2017 roku w Ruce, zajmując 44. miejsce. Pierwsze pucharowe punkty wywalczył 16 grudnia 2018 roku w Thaiwoo, plasując się na 11. miejscu w muldach podwójnych. Na podium zawodów tego cyklu pierwszy raz stanął 7 marca 2020 roku w Krasnojarsku, kończąc rywalizację w tej samej konkurencji na drugiej pozycji. W zawodach tych rozdzielił Kanadyjczyka Mikaëla Kingsbury'ego i Bradleya Wilsona z USA.
W 2019 roku wystartował na mistrzostwach świata w Deer Valley, gdzie zajął 22. miejsce w jeździe po muldach i 20. w muldach podwójnych. Na rozgrywanych dwa lata później mistrzostwach świata w Ałmaty zajął odpowiednio 21. i 6. miejsce.

## Osiągnięcia

### Mistrzostwa świata
| Miejsce | Dzień    | Rok  | Miejscowość | Konkurencja      | Zwycięzca        |
| ------- | -------- | ---- | ----------- | ---------------- | ---------------- |
| 22.     | 8 lutego | 2019 | Deer Valley | Jazda po muldach | Mikaël Kingsbury |
| 20.     | 9 lutego | 2019 | Deer Valley | Muldy podwójne   | Mikaël Kingsbury |
| 21.     | 8 marca  | 2021 | Ałmaty      | Jazda po muldach | Mikaël Kingsbury |
| 6.      | 9 marca  | 2021 | Ałmaty      | Muldy podwójne   | Mikaël Kingsbury |

### Puchar Świata

#### Miejsca w klasyfikacji generalnej
- sezon 2018/2019: 118.
- sezon 2019/2020: 60.

Od sezonu 2020/2021 klasyfikacja jazdy po muldach jest jednocześnie klasyfikacją generalną.
- sezon 2020/2021: 40.
- sezon 2021/2022:

#### Miejsca na podium w zawodach
1. Krasnojarsk – 7 marca 2020 (muldy podwójne) – 2. miejsce